# Ciprian Demeter
Ciprian Demeter (* um 1976) ist ein rumänischer Mathematiker und Hochschullehrer an der Indiana University. Er befasst sich mit Analysis.
Demeter studierte ab 1994 an der Babes-Bolyai Universität mit dem Diplom 1999, war bis 2002 Assistent an der Universität Cluj-Napoca und wurde 2004 an der University of Illinois at Urbana-Champaign bei Joseph M. Rosenblatt promoviert (Qualitative and quantitative analysis of weighted ergodic theorems). Danach war er Hedrick Assistant Professor an der University of California, Los Angeles, war 2007/08 am Institute for Advanced Study und ab 2007 Assistant Professor und ab 2011 Associate Professor an der Indiana University in Bloomington.
2015 bewies er mit Jean Bourgain und Larry Guth die Hauptvermutung in Vinogradovs Mittelwertsatz.
Er bewies Spezialfälle (zum Beispiel mit Alexandru Zaharescu für sogenannte (2,2) Konfigurationen) der HRT-Vermutung.
2009 bis 2011 war er Sloan Fellow.

## Schriften
- mit Christoph Thiele: On the two dimensional bilinear Hilbert transform, Am. J. Math., Band 132, 2010, S. 201–256
- mit Michael T. Lacey, Terence Tao, Christoph Thiele: Breaking the duality in the return times theorem, Duke Math. J., Band 143, 2008, S. 281–355
- mit  Zaharescu, Proof of the HRT conjecture for (2,2) configurations, Arxiv 2010 (erscheint in J. Math. Analysis and Applications)
- mit Jean Bourgain, Larry Guth: Bourgain, Demeter, Guth: Proof of the main conjecture in Vinogradov's mean value theorem for degrees higher than three, Arxiv 2015, Annals of Mathematics, Band 184, 2016, S. 633–682
- mit Jean Bourgain: The proof of the {\displaystyle l^{2}} Decoupling Conjecture, Arxiv 2014